# Тарутинский сельсовет (Красноярский край)
Тару́тинский сельсовет — муниципальное образование (сельское поселение) в составе Ачинского района Красноярского края.
Административный центр поселения — посёлок Тарутино.

## География
Тарутинский сельсовет находится восточнее районного центра. Удалённость административного центра сельсовета — посёлка Тарутино от районного центра — города Ачинск составляет 24 км.

## История
Тарутинский сельсовет наделён статусом сельского поселения в 2005 году.

## Население
| 2010  | 2012  | 2013  | 2014  | 2015  | 2016  | 2017  |
| ----- | ----- | ----- | ----- | ----- | ----- | ----- |
| 1815  | ↘1813 | ↗1852 | ↗1875 | ↘1798 | ↘1741 | ↘1711 |
| 2018  | 2019  | 2020  | 2021  |       |       |       |
| ↘1667 | ↘1606 | ↘1510 | ↘1498 |       |       |       |

## Состав сельского поселения
В состав сельского поселения входят 7 населённых пунктов:
| № | Населённый пункт | Тип населённого пункта          | Население |
| - | ---------------- | ------------------------------- | --------- |
| 1 | Боровка          | деревня                         | 5         |
| 2 | Грибной          | посёлок                         | 20        |
| 3 | Козловка         | деревня                         | ↘65       |
| 4 | Ольховка         | село                            | ↘83       |
| 5 | Покровка         | посёлок                         | 5         |
| 6 | Покровка         | село                            | ↘319      |
| 7 | Тарутино         | посёлок, административный центр | ↘1318     |

## Местное самоуправление
Глава муниципального образования — Владимир Александрович Потехин (с марта 2010).
Орган представительной власти — Тарутинский сельский Совет депутатов — избирается прямым тайным голосование сроком на 5 лет в количестве 10 депутатов.